# 리체르카레
리체르카레 또는 리체르카(Ricercare, Ricercar)는 '탐구하다'라는 뜻의 이탈리아어에서 유래한, '모방'의 기법으로 쓴 바로크 시대 전반의 중요한 기악곡이다.
리체르카레는 16세기 초에 성악 모테토의 양식을 기악에 응용한 데서 생겼다. 처음에는 류트, 다음에는 오르간이나 기악합주를 위해서 만들어졌고, 차차 독자적 기악형식으로 발전하여 푸가의 전신이 되었다. 초기의 리체르카레는 모테토처럼 몇 개의 주제를 각 성부가 차례로 모방하는 '다주제 리체르카레'였으나, 17세기에 들어서 스벨링크, 프로베르거, 북스테후데 등에 의하여 명확한 구조를 갖는 단일 주제의 리체르카레가 쓰였고 점차 푸가로 이행하였다. 또한 16세기에는 이상의 모방양식으로 되지 않는 연습곡, 즉흥적 성격의 곡, 전주곡풍의 류트곡 등에도 리체르카레의 이름을 썼다.

## 같이 보기
- 괴델, 에셔, 바흐